# Розэ
Роза́нна Пак (англ. Roseanne Park) или Пак Чхэён (кор. 박채영, 朴彩英; род. 11 февраля 1997, Окленд, Новая Зеландия), более известная как Розэ́ (англ. Rosé; кор. 로제, ロゼ, Родже), — новозеландская и южнокорейская певица и танцовщица. Является участницей южнокорейской гёрл-группы Blackpink, сформированной в 2016 году лейблом YG Entertainment. Как сольный артист с 2023 года подписана на The Black Label.
В марте 2021 года Розэ выпустила свой сольный сингл-альбом R, который за первую неделю разошёлся тиражом 448 089 копий, побив национальный рекорд по числу проданных копий альбома среди сольных исполнительниц. Ведущий сингл «On the Ground» также имел коммерческий успех, возглавив Billboard Global 200 и заняв четвёртую позицию в Gaon Digital Chart.
6 декабря 2024 года был выпущен дебютный студийный альбом певицы Rosie. В его рамках 18 октября того же года был представлен ведущий сингл «Apt.» совместно с Бруно Марсом в жанре поп-панк/глэм-рок. Этот трек стал первым для южнокорейской исполнительницы, попавшим сначала в десятку лучших, а затем поднявшимся до третьей позиции в Billboard Hot 100. Сингл также возглавлял Billboard Global 200 и быстро набрал миллиард просмотров на YouTube, став пятым среди видеоклипов мира и первым среди южнокорейских, а также вторым в истории по скорости набора миллиарда прослушиваний в сервисе Spotify. 22 ноября вышел сингл «Number One Girl» в жанре лиричной поп-баллады, а вместе с альбомом — заглавный пауэр-поп/поп-рок-сингл «Toxic Till the End».
В первую неделю Rosie повторил успех своего предшественника, заняв второе место в списке самых продаваемых и скачиваемых альбомов Кореи. Он также дебютировал в тройке лучших в Billboard 200, став первым альбомом сольной исполнительницы из Республики Корея, достигнувшим такого результата в США.

## Биография

### 1997—2015: Начало карьеры
Розэ родилась в Окленде, Новая Зеландия в семье южнокорейских эмигрантов. У неё есть старшая сестра. В 8-летнем возрасте Розэ переехала в Мельбурн, Австралия. Обучалась в закрытой школе для девочек Canterbury Girls' Secondary College.
В 2012 году Розэ и ещё 700 человек приняли участие в прослушивании южнокорейской компании по поиску талантов YG Entertainment. Девушка одержала победу и присоединилась к агентству в качестве трейни. Спустя всего несколько месяцев стажировки она записала женскую вокальную партию к песне «Without You», которая вошла в первый сольный мини-альбом певца и рэпера G-Dragon, участника коллектива Big Bang.

### 2016—2023: Дебют в Blackpink и первый сингл-альбом

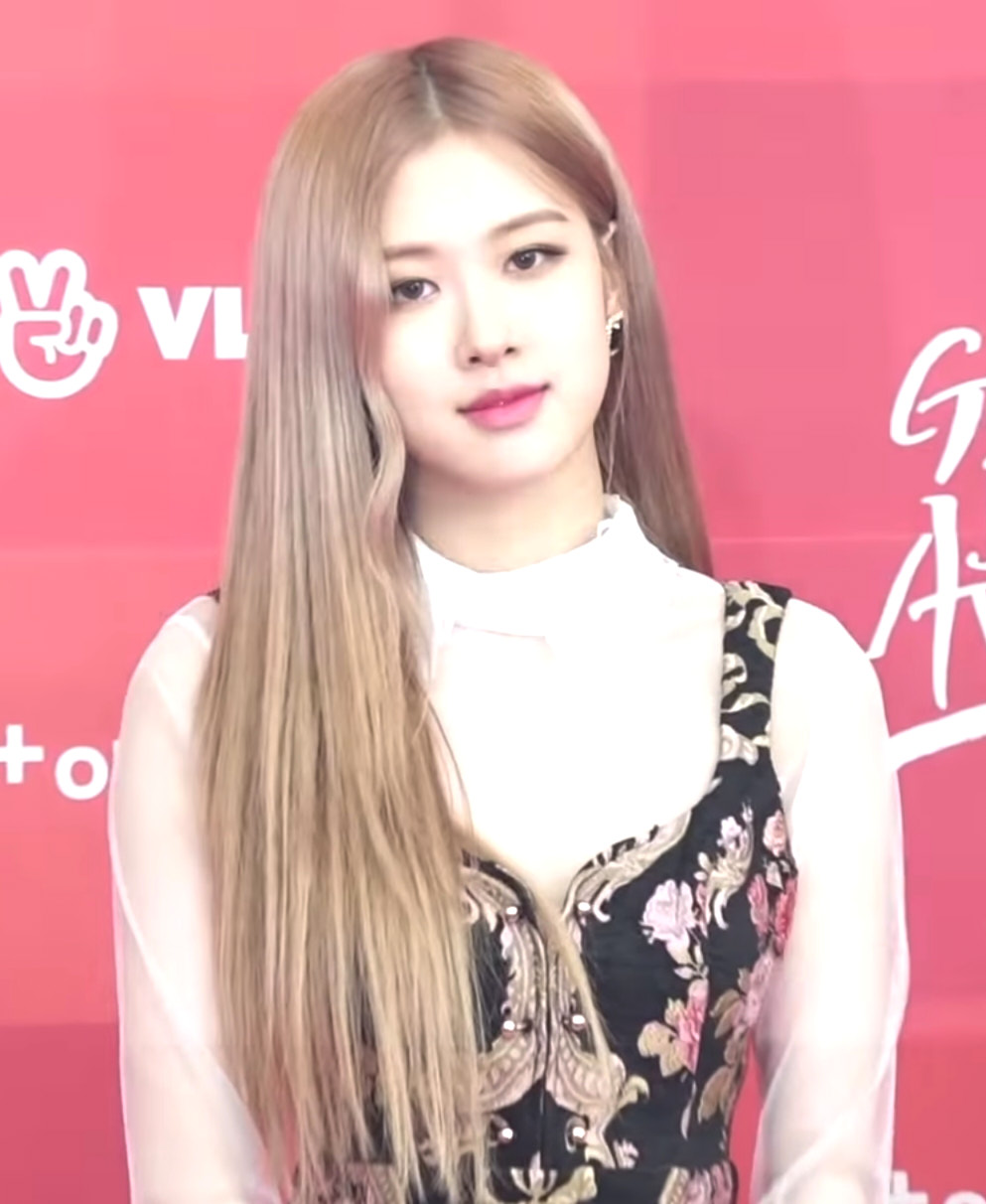
Пак на Golden Disk Awards в 2019 году

Розэ стажировалась в YG Entertainment в течение четырёх лет, прежде чем 22 июня 2016 года она была объявлена последней участницей женской группы Blackpink. Группа дебютировала 8 августа 2016 года с сингл-альбомом Square One, состоящим из двух синглов — «Whistle» и «Boombayah».
После дебюта Розэ появилась на различных телевизионных программах, таких как южнокорейская адаптация музыкального шоу King of Masked Singer и Fantastic Duo|Fantastic Duo 2. Её вокальное выступление на первом из них аудитория приняла очень тепло.
1 июня 2020 года YG Entertainment объявили, что Розэ дебютирует сольно в 2020 году после выпуска первого студийного альбома Blackpink. В конце 2020 года они сообщили, что съёмки клипа начнутся в середине января 2021 года. 26 января 2021 года был выпущен рекламный тизер сольного дебюта Розэ, в котором сообщалось, что она предварительно исполнит песню с альбома в прямом эфире Blackpink Concert: The Show 31 января 2021 года.
12 марта был выпущен дебютный сингл-альбом Розэ -R- с ведущим синглом «On the Ground». Это название символизирует первую букву «всех имён певицы на R», а тематика песен базируется на мечтах и пути к успеху. Релиз же на физических носителях состоялся 16 марта 2021 года, а на виниле альбом вышел 19 апреля. Клип набрал 41,6 миллиона просмотров за 24 часа тем самым она побила почти восьмилетний рекорд, установленный Psy «Gentleman». Песня достигла 70-го места в Billboard Hot 100, став самой высокой позицией корейской исполнительницей в США. Песня также дебютировала и достигла первого места как в чартах Global 200, так и в чартах Global Excl. U.S. став первой песней корейского сольного исполнителя, сделавшей это.
Альбом побил рекорд по предварительным заказам среди женских сольных исполнителей из Кореи с 400 000 копий за два дня, получил в основном положительные отзывы, а также занял лидирующие позиции в различных чартах Кореи и мира и побил ещё три рекорда после выхода, а видеоклип на основной сингл занял лидирующие позиции среди клипов на Youtube, получив в пять раз больше просмотров нежели у ближайшего преследователя. 24 марта Розэ получила свою первую в истории победу в музыкальном шоу со своим синглом на южнокорейской кабельной музыкальной программе Show Champion и выиграла ещё пять. На вторую композицию, «Gone» также был снят видеоклип, появившийся на YouTube в полночь 5 апреля по корейскому времени.

### 2023—настоящее время: Сольная деятельность

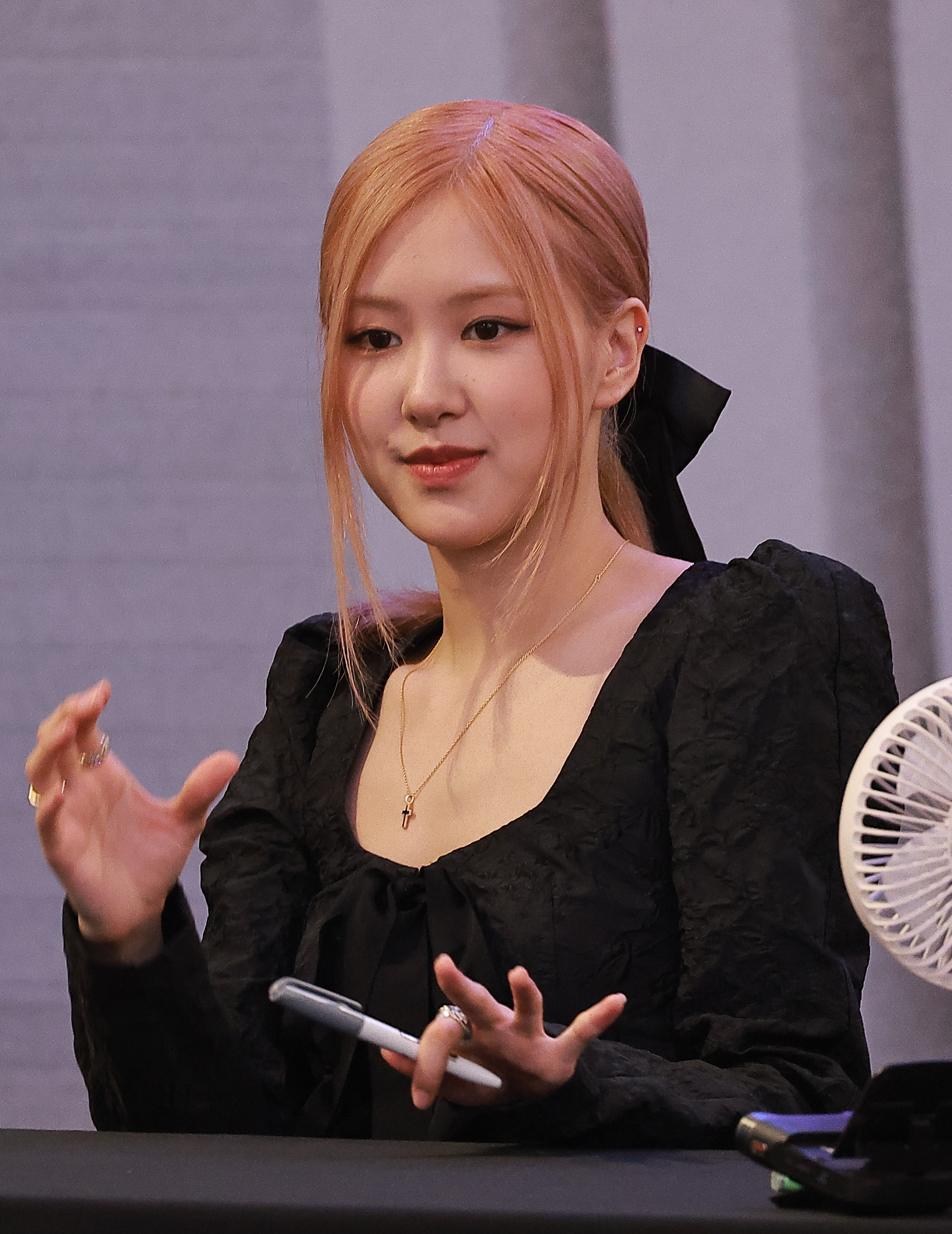
Розэ во время фансайна, 25 сентября 2022

В 2023 году завершился последний мировой тур группы Blackpink, участницей которой была Розэ, и тогда же в течение года продюсеры и поэты-песенники лейбла YG Entertainment, в том числе многие, раньше не работавшие с артисткой приступили к поиску звучания её сольного студийника. По словам певицы, она «пролила кровь и слёзы» на него. В октябре того же года она проводила время в компании людей из Columbia Records, что вызвало слухи о возможном заключении контракта с лейблом, который и ранее был заинтересован в Розэ, поскольку на её учётную запись в Instagram долгое время было подписано несколько американских музыкальных продюсеров. Но 7 декабря 2023 года Розэ официально подтвердила слухи, что она, в отличие от других участниц группы Blackpink, официально решила подписать контракт с лейблом на сольную деятельность, а не только на групповую активность, как прочие участницы, и ведёт переговоры. 11 февраля следующего года, в свой 27-й день рождения, Розэ стала последней из трёх участниц Blackpink, объявившей о своих сольных планах, представив 25-секундный отрывок песни «Vampire Hollie». Она также объявила о начале сольной карьеры и обратилась к поклонникам с просьбой придумать официальное имя её личному фандому к общему для Blackpink. 18 июня продюсер YG Entertainment Тедди Пак объявил о подписании контракта на сольную деятельность с его The Black Label. 27 сентября 2024 года Розэ подписала контракт с американским лейблом Atlantic Records для обеспечения международного продвижения. На следующий день певица создала новую учётную запись в социальной сети Instagram с названием @vampirehollie в честь своего так и не выпущенного трека, сниппет на который был выложен более чем за год до этого события.
1 октября на своей учётной записи в Instagram Розэ официально объявила, что уже 6 декабря состоится выпуск её студийного альбома rosie, состоящего из 12 песен (при этом версия альбома на виниловой пластинке включает один дополнительный трек «Vampire Hollie»). Сама Розэ принимала активное участие в написании музыки и текстов к каждому из них, поэтому песни содержат «всплеск честности» и «некое подобие автобиографичности» для исполнительницы. По словам исполнительницы, среди песен, написанных ими, было много о любви и расставании, однако ей хотелось в первую очередь рассказать не об этом, а о своих мыслях, сопровождавших её последние два года. 16 октября она опубликовала фотографию с Бруно Марсом, а всего два дня спустя выпустила ведущий сингл своего альбома «Apt.» совместно с ним. Сингл дебютировал на первой позиции в Billboard Global 200 и Global Excl. U.S. и на восьмой в основном сингловом чарте Billboard Hot 100, благодаря чему побила рекорд своей же группы по самой высокой позиции в чарте среди исполнительниц из Республики Корея, ранее поставленный совместным с Селеной Гомес треком «Ice Cream». Помимо этого, песня заняла четвёртое место в основном сингловом чарте Великобритании, что также является рекордом. В дальнейшем песня ставила рекорды по самому быстрому набору просмотров среди южнокорейских музыкальных видео и 31 января 2025 года, спустя 105 дней после релиза, достигла миллиарда просмотров, опередив предыдущего рекордсмена — «Gangnam Style» Сая со скоростью набора в 158 дней. Клип также стал пятым в истории по этому показателю после «Hello» (Адель), «Despacito» (Луис Фонси и Дэдди Янки), «Shape of You» (Эд Ширан) и «Mi Gente» (Джей Бальвин и Уилли Уильямс).
7 ноября 2024 года певица появилась в программе «Hot Ones», в ходе которой рассказала, что первый зажигательный трек с Бруно Марсом не будет задавать тренд альбому и что остальная его часть будет куда как более лиричной. В ходе rosie певица решила рассказать о своих переживаниях, о том, что её всегда тревожило, но никогда не становилось темой песен, в первую очередь о лиричных переживаниях и разбитом сердце. 22 ноября Розэ выпустила второй ведущий сингл альбома «Number One Girl», а 6 декабря — заглавный сингл «Toxic Till the End», переименованный певицей из изначального названия «The Ex» (с англ. — «Бывший»), посвящённый бывшему парню Розэ. Альбом получил преимущественно положительные оценки критиков, назвавших его отличным первым шагом для будущей большой сольной карьеры человека, добившегося широкого успеха в своей групповой деятельности. Огромное влияние на его звучание оказали Бруно Марс и Тейлор Свифт. На сервисе Spotify за сутки rosie получил более 33 миллионов стримов, побив рекорд по самому прослушиваемому сольному релизу кей-поп-исполнителей в истории. Также на момент релиза Розэ имела более 60 миллионов слушателей на сервисе, будучи самой популярной K-pop-звездой площадки и занимая 26-е место в мире. В дальнейшем количество слушателей ещё больше возросло.
В 2025 году Розэ продолжила выпуск музыки наряду с подготовкой к новому мировому туру Blackpink. Сначала она стала участницей саундтрек-альбома для голливудского фильма «F1» с Брэдом Питтом в главной роли наряду с Эдом Шираном и другими артистами, выпустив 8 мая сингл «Messy». 24 июня представила тизер на совместный трек с Алексом Уорреном «On My Mind», вышедший 27 числа того же месяца.

## Другая деятельность

### Мода и рекламные сделки
Розэ как в составе группы так и сольно появлялась в рекламе многих брендов, а также выступала в качестве их амбассадора. В 2018 году Розэ и Джису были выбраны в качестве моделей для рекламы корейского косметического бренда Kiss Me. В октябре 2019 года Rosé была показана в качестве рекламной модели для MMORPG Perfect World Entertainment Perfect World Mobile. В августе 2021 года Роза стала моделью для корейского повседневного бренда унисекс 5252 ОТ OIOI и современного бренда OIOICOLLECTION. В декабре 2021 года она объявила о своем сотрудничестве с медиатором и приложением для сна Calm, выпустив свою собственную сказку на ночь под названием «Grounded With Rosé». В феврале 2022 года, вместе с актёром Ё Чжин Гу, Розэ была выбрана в качестве одной из моделей для корейского розничного магазина Homeplus для продвижения, посвященных 25-летию бренда.
В июле 2020 года креативный директор Энтони Ваккарелло назвал Розэ глобальным послом Yves Saint Laurent, став его первым глобальным послом за 59 лет. Она была мировым лицом осенней кампании Saint Laurent 2020 года В январе 2021 года Розэ стала музой роскошного косметического бренда Yves Saint Laurent Beauté. В сентябре 2021 года Розэ посетила Met Gala, мероприятие по сбору средств, ежегодно проводимое в Институте костюма Метрополитен-музея в Нью-Йорке, в качестве гостя Ваккарелло. Присутствие её и рэперши CL сделало их первыми звёздами K-pop, посетившими мероприятие.
В апреле 2021 года Розэ была объявлена новым глобальным послом Tiffany & Co, начиная с цифровой кампании Tiffany HardWear 2021 года. Она заявила: «Мне всегда нравилось носить украшения от Тиффани. Быть частью культового бренда, который долгое время был частью моей жизни, делает его ещё более особенным для меня. Для меня большая честь и радость быть частью кампании HardWear, и я не могу дождаться, когда все это увидят».

## Имидж и влияние
Розэ является одной из наиболее популярных K-pop-айдолов в сети Instagram: по состоянию на 27 ноября 2022 года у неё было более 64 миллионов подписчиков. Начиная с 2018 года, Розэ появляется в «списке репутации» Корейского института бизнес-исследований, который представляет собой диаграмму, отслеживающую корейских знаменитостей с самым высоким онлайн-поиском и высокими запросами. С 2019 года она и другие члены группы попадают в топ 10 этого списка. Первый видеотизер группы быстрее других тизеров женских K-pop групп достиг 1 миллиона лайков. В марте 2021 года благодаря выпуску сольного альбома Розэ заняла второе место в чарте Billboard Emenrging Artists.

## Артистизм
Голос Розэ получил признание в индустрии K-pop за его чёткий вокальный тембр. После дебюта в качестве участницы Blackpink, её вокальный диапазон и умение петь были встречены с широкой похвалой. Филиппинский критик Альмира Бланкада, пишущая для ABS-CBN, заявила, что «трудно найти айдола, который выделяется из остальных из-за их общего стиля пения», но пение Розэ можно узнать во мгновение ока. После выступления Розэ в эпизоде Fantastic Duo 2, певица Граймс, которую Розэ называла образцом для подражания, заявила, что голос певицы очень уникален и что именно этот голос любят многие молодые люди. Человеком, который вдохновил её музыкальный стиль и образ Розэ называет американскую певицу Тори Келли.

## Дискография
- -R- (2021);
- rosie (2024).

## Фильмография

### Телевизионные-шоу
| Год                   | Название | Роль                        | Примечание    | Ссылка |                      |                              |                 |        |
| --------------------- | -------- | --------------------------- | ------------- | ------ | -------------------- | ---------------------------- | --------------- | ------ |
| Год                   | 2017     | Роль                        | Примечание    | Ссылка | Лучший певец в маске | Участница (Цирковая девушка) | Эпизоды 103—104 | [ 81 ] |
| Фантастический дуэт 2 | 2017     | Участница (Австралия 400:1) | Эпизоды 19—20 | [ 7 ]  |                      |                              |                 |        |

## Награды и номинации
22 ноября 2023 года король Карл III посвятил Розэ в члены ордена Британской империи.
| Год  | Церемония                              | Награда                                   | Работа                  | Итог      |
| ---- | -------------------------------------- | ----------------------------------------- | ----------------------- | --------- |
| 2023 | Asia Artist Awards                     | Награда за популярность                   | —                       | Номинация |
| 2024 | Asia Artist Awards                     | Песня года                                | «Apt.» (с Бруно Марсом) | Победа    |
| 2024 | Asia Artist Awards                     | Награда за популярность                   | —                       | Номинация |
| 2021 | Asian Pop Music Awards                 | Лучший музыкальный видеоклип              | «On the Ground»         | Победа    |
| 2021 | Asian Pop Music Awards                 | Одна из 20 лучших песен года              | «On the Ground»         | Победа    |
| 2021 | Asian Pop Music Awards                 | Один из 20 лучших альбомов года           | -R-                     | Победа    |
| 2021 | Asian Pop Music Awards                 | Выбор слушателей                          | -R-                     | 2-е место |
| 2021 | Asian Pop Music Awards                 | Лучшая исполнительница                    | —                       | Номинация |
| 2021 | Asian Pop Music Awards                 | Запись года                               | «On the Ground»         | Номинация |
| 2024 | Asian Pop Music Awards                 | Лучшая совместная работа                  | «Apt.» (с Бруно Марсом) | Победа    |
| 2024 | Asian Pop Music Awards                 | Одна из 20 лучших песен года              | «Apt.» (с Бруно Марсом) | Победа    |
| 2024 | Asian Pop Music Awards                 | Песня года                                | «Apt.» (с Бруно Марсом) | Номинация |
| 2021 | Brand of the Year Awards               | Исполнительница года                      | —                       | Номинация |
| 2025 | D Awards                               | Награда за популярность                   | —                       | Номинация |
| 2022 | Gaon Chart Music Awards                | Артист года — электронная загрузка (Март) | «On the Ground»         | Номинация |
| 2022 | Gaon Chart Music Awards                | Артист года — физические копии (Март)     | -R-                     | Номинация |
| 2022 | Gaon Chart Music Awards                | Выбор мировых слушателей                  | —                       | Номинация |
| 2022 | Golden Disc Awards                     | Лучшая песня года                         | «On the Ground»         | Номинация |
| 2022 | Golden Disc Awards                     | Награда за популярность                   | —                       | Номинация |
| 2021 | Hanteo Music Awards                    | Лучшее женское соло-исполнение            | —                       | Номинация |
| 2025 | Hanteo Music Awards                    | Исполнитель года                          | —                       | Номинация |
| 2025 | Hanteo Music Awards                    | Global Artist Award                       | —                       | Номинация |
| 2025 | iHeartRadio Music Awards               | Лучший музыкальный видеоклип              | «Apt.» (с Бруно Марсом) | Номинация |
| 2022 | Joox Thailand Music Awards             | Песня года (Корея)                        | «On the Ground»         | Номинация |
| 2022 | Korea First Brand Awards               | Лучшая исполнительница                    | —                       | Номинация |
| 2024 | Korea First Brand Awards               | Лучшая исполнительница                    | —                       | Победа    |
| 2025 | Korea First Brand Awards               | Лучшая исполнительница                    | —                       | Победа    |
| 2021 | MAMA Awards                            | Лучший сольный танец                      | «On the Ground»         | Победа    |
| 2021 | MAMA Awards                            | Песня года                                | «On the Ground»         | Номинация |
| 2021 | MAMA Awards                            | Исполнитель года                          | —                       | Номинация |
| 2021 | MAMA Awards                            | Исполнительница года                      | —                       | Номинация |
| 2021 | MAMA Awards                            | TikTok Favorite Moment                    | —                       | Номинация |
| 2021 | MAMA Awards                            | Worldwide Fans' Choice Top 10             | —                       | Номинация |
| 2024 | MAMA Awards                            | Глобальная сенсация                       | —                       | Победа    |
| 2021 | MMA Awards                             | Лучшее женское соло-исполнение            | —                       | Номинация |
| 2021 | MMA Awards                             | Награда за популярность в интернете       | —                       | Номинация |
| 2021 | MMA Awards                             | Песня года                                | «On the Ground»         | Номинация |
| 2021 | MMA Awards                             | Десятка лучших                            | —                       | Номинация |
| 2021 | MTV Europe Music Awards                | Лучший k-pop                              | —                       | Номинация |
| 2021 | MTV MIAW Awards                        | K-Pop Dominion                            | —                       | Номинация |
| 2024 | NetEase Cloud Music Awards             | Совместное исполнение года                | «Apt.» (с Бруно Марсом) | Победа    |
| 2021 | Nickelodeon Mexico Kids' Choice Awards | K-pop-бомба                               | —                       | Номинация |
| 2024 | Philippine K-pop Awards                | Совместное исполнение года                | «Apt.» (с Бруно Марсом) | Победа    |
| 2022 | RTHK International Pop Poll Awards     | Top Ten International Gold Songs          | «On the Ground»         | Победа    |
| 2022 | RTHK International Pop Poll Awards     | Лучшая исполнительница                    | —                       | Номинация |
| 2022 | Seoul Music Awards                     | Главная премия                            | -R-                     | Номинация |
| 2022 | Seoul Music Awards                     | Корейская волна                           | —                       | Номинация |
| 2022 | Seoul Music Awards                     | Награда за популярность                   | —                       | Номинация |
| 2021 | The Fact Music Awards                  | Fan N Star Choice Individual              | —                       | Номинация |
| 2021 | Weibo Starlight Awards                 | Зал славы мировой музыки                  | —                       | Включена  |

### Комментарии
1. ↑  В некоторых российских источниках имя передаётся как Чеён или Чэён, что противоречит системе Концевича.